# Да върнеш времето назад
„Да върнеш времето назад“ (на турски: Annem, букв. превод: Майка ми) e турски драматичен сериал, излязъл на телевизионния екран през 2007 г.

## Сюжет
Зейнеп и Муса се влюбват в университета и бързо се женят. Когато Зейнеп разбира,че е бременна, научава и,че мъжът й изневерява. Тя се развежда и решава да отглежда сама детето. Зейнеп ражда дъщеря си Гонджа и започва работа като продавачка. В същото време кариерата на Муса се развива успешно и той се радва на охолен живот. 
Години по-късно Годжа вече е тийнейджърка. Момичето се срамува от бедния си произход и иска да е като заможните си приятелки. Младото момиче започва да се държи все по-непристойно. Тя е хваната да пуши на територията на училището и директорът информира майка й. Междувременно Муса е станал министър Гонджа заради караница със майка си и напуска къщата Зейнеп която не знае какво да прави отива във полицията със съседа си Али който е полицай и Влюбен във Зейнеп от полицията се обаждат на Муса и му казват че има дъщеря. Гонджа също е много изненадана да разбере че баща и е жив колкото и да и е  трудно да приеме истината на Тийнейджърката и се налага да се премести при баща си. Появата на момичето обаче смущава приятелка на Муса.

## Актьорски състав
- Вахиде Перчин – Зейнеп Егилмез
- Талат Булут – Муса Байръ
- Илхан Шешен – Али Айдън
- Седа Акман – Айше Алтай
- Дуйгу Йетиш – Гонджа Байръ
- Тунджер Салман – Мехмет Егилмез
- Емел Гьоксу – Емине Байръ
- Зейнеп Гюлмез – Сюрея Егилмез
- Айла Асланджан – Нериман Нине
- Али Уяндъран – Джахит Башто
- Джавит Четин Гюнер – Еймен Сайгъ
- Тюркю Туран – Пънар Умай
- Мелда Арат – Зехра Байръ
- Ердал Билинген – Ибрахим Байръ
- Бесте Сьонмезоджак – Арзу Байъндър
- Гьокче Ес – Йозлем Чака

## В България
В България сериалът започва излъчване на 20 ноември 2009 г. по Нова телевизия и завършва на 5 март 2010 г. Повторенията са по Диема Фемили. Дублажът е на „Арс Диджитал Студио“. Ролите се озвучават от Ани Василева, Мариана Жикич, Ася Братанова, Васил Бинев и Николай Николов.